# Al-Shamiyya (distrikt)
al-Shāmīyya är ett distrikt i Irak.   Det ligger i provinsen al-Qadisiyya, i den centrala delen av landet, 170 km söder om huvudstaden Bagdad. Arean är 947 kvadratkilometer. Huvudort är staden med samma namn.